# Escudo del Departamento de San José

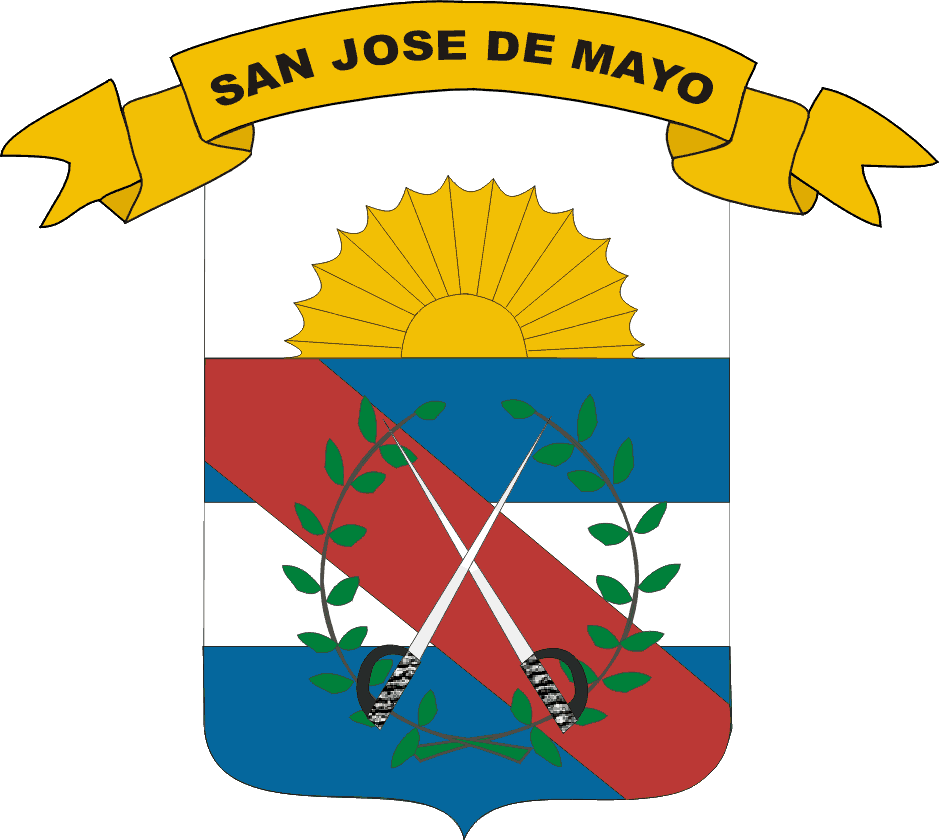
Escudo de San José.

El Escudo de San José fue diseñado por Ricardo A. Gómez Gavazzo, y presentado ante la Asamblea Representativa, mientras ejercía como diputado. Fue aprobado por el consejo Departamental de Administración el 19 de octubre de 1926.
Se divide en casi dos campos que corona una divisa con la insignia de San José de Mayo. Presenta en el extremo inferior a la bandera de Artigas, de cuyo centro emergen dos espadas cruzadas y unidas por una corona de laurel, símbolo de las dos primeros triunfos de la causa artiguista. En la contienda por la independencia: Paso del Rey y San José. En el campo superior se encuentra un sol naciente, el famoso Sol de Mayo, símbolo patrio argentino y uruguayo, enmarcado sobre un fondo de plata. 
Debido a la importancia de San José en el desarrollo histórico del Uruguay, el escudo simboliza aquellos hechos significativos que tuvieron lugar en el actual departamento maragato.
- Datos: Q8778037